# St. Nikolaus (Jedelstetten)

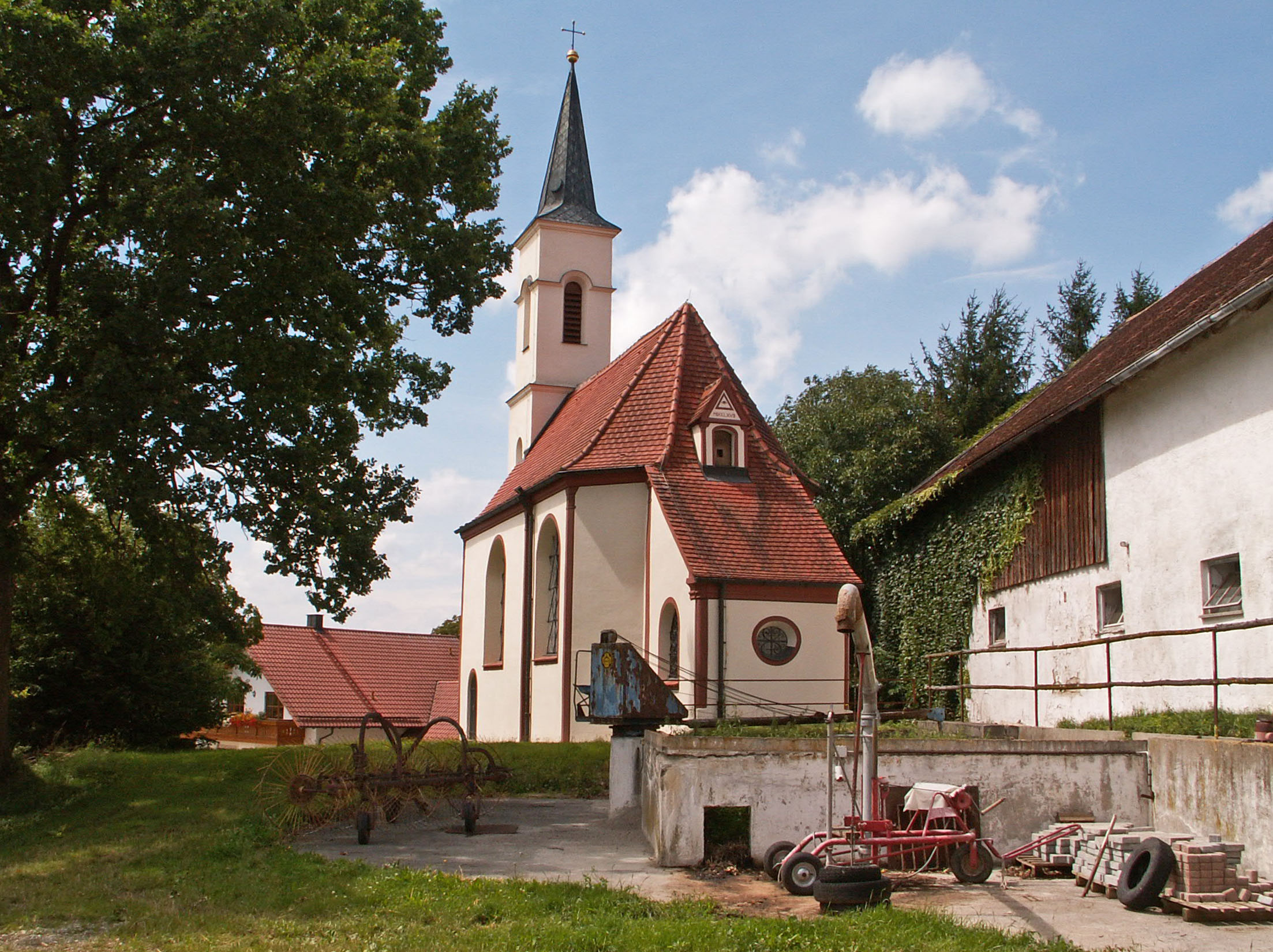
St. Nikolaus in Jedelstetten

St. Nikolaus ist eine römisch-katholische Kapelle in Jedelstetten, einem Gemeindeteil von Geltendorf im oberbayerischen Landkreis Landsberg am Lech. Das Bauwerk ist in der Liste der Baudenkmäler in Geltendorf als Baudenkmal unter der Nr. D-1-81-122-17 eingetragen.

## Beschreibung
Die im Kern spätmittelalterliche Saalkirche wurde von 1768 bis 1775 barock umgestaltet. An das Langhaus schließt sich im Osten ein dreiseitig geschlossener Chor mit an der Stirnseite angebauter Sakristei an. Im Westen steht der Kirchturm, der um 1870 mit einem spitzen Helm bedeckt wurde.
Die Ausmalung des Innenraums schuf um 1775 Johann Baptist Baader. Die Skulpturen des Ignatius von Loyola und des Franz Xaver, die den Altar flankieren, werden Lorenz Luidl zugeschrieben. Auf dem Altarretabel ist Nikolaus von Myra dargestellt. Anstelle eines Tabernakels steht unter dem Altarretabel eine Ädikula mit einem gotischen Marienbildnis.